# فريتز فرانز كيرشنر
فريتز فرانز كيرشنر (بالألمانية: Fritz Kirchner) (و. 1896 – 1967 م) هو فيزيائي، وأستاذ جامعي من ألمانيا . ولد في أوردروف .
توفي في كولونيا ، عن عمر يناهز 71 عاماً.

## مناصب وهيئات
أدار جامعة لايبتزغ.